# Elvira Chaudoir
Elvira Concepción Josefina de la Fuente Chaudoir (1911-enero de 1996) fue una espía peruana, miembro de la alta sociedad peruana y doble agente del Servicio Secreto de Inteligencia británico durante la Segunda Guerra Mundial. Se atribuye a las comunicaciones engañosas de Chaudoir a la Abwehr el haber impedido que la 11.ª División Panzer reforzara las fuerzas alemanas en Normandía.

## Trayectoria
Elvira de la Fuente nació en 1911. Su padre era exportador de guano y diplomático peruano. Se crio en París, asistió a una escuela privada y hablaba con fluidez francés, inglés y español.
A los 23 años se casó con Jean Chaudoir. Descontenta con su matrimonio, en 1938 se trasladó a Cannes con su novia Romy Gilbey, donde se relacionó y jugó. Cuando los alemanes invadieron Francia en 1940, Chaudoir y Gilbey huyeron a Inglaterra.

### Espionaje
Aburrida en Inglaterra, Chaudoir pasaba gran parte de su tiempo apostando, perdiendo y quejándose de que, por ser peruana, no encontraba trabajo interesante. Un oficial de la RAF escuchó sus quejas y su nombre se difundió hasta que llegó a oídos del teniente coronel Claude Edward Marjoribanks Dansey, jefe adjunto del MI6, quien se puso en contacto con Chaudoir utilizando el seudónimo de «Sr. Masefield». Tras mencionarle que era consciente de sus dificultades económicas, Dansey convenció a Chaudoir para que trabajara para el MI6, señalándole que como su padre era actualmente el encargado de negocios peruano ante el gobierno de Vichy y ella tenía pasaporte peruano, podía viajar a Francia con el pretexto de visitarlo.
Dansey le sugirió que se dejara reclutar por los alemanes para poder proporcionarles información falsa en nombre del MI6. Chaudoir aprendió a utilizar tinta invisible para enviar informes ocultos en cartas inocuas. Su primer nombre en clave fue «Cyril». Los oficiales del caso de Chaudoir fueron Christopher Harmer y Hugh Astor.
En la primavera de 1941, Henri Chauvel, un colaborador francés sin escrúpulos, se puso en contacto con Chaudoir. A través de Chauvel, Chaudoir conoció a Helmut Bleil, un espía alemán apodado «Bibi». Tras varias citas, Bleil sugirió que Chaudoir podría ganar dinero proporcionando información política, financiera e industrial sobre Gran Bretaña a sus «amigos» anónimos. El padre de Chaudoir había servido en Inglaterra como diplomático peruano antes de ser destinado a la Francia de Vichy. La Abwehr estaba interesada en Chaudoir porque creía que tenía acceso a influyentes círculos diplomáticos. Bleil le dio a Chaudoir el nombre en clave de «Dorette» y dispuso que recibiera 100 libras al mes disfrazadas de pensión alimenticia. Bleil proporcionó a Chaudoir un frasco de tinta invisible que debía utilizar en sus cartas a Chauvel, quien las transmitiría a Bleil.
Chaudoir regresó a Inglaterra y se presentó ante el MI6, que la interrogó y la entregó al MI5 para que la utilizara como agente doble. La investigación del MI5 sobre sus antecedentes puso de manifiesto su preocupación por sus «tendencias lesbianas» y no pudo confirmar la relación de Bleil con el gobierno alemán. Chaudoir tenía fama de ser una mujer de la alta sociedad frívola y derrochadora, con «una vida sexual variopinta». Mantuvo una relación con Monica Sheriffe, que formaba parte del círculo ecuestre de Mayfair y era amiga de la familia real. Chaudoir dejó instrucciones de que «si me ocurre algo, dígaselo a Monica Sheriffe», aunque el MI5 no creía que Sheriffe estuviera al corriente del trabajo de espionaje de Chaudoir. La investigación del MI5 concluyó: «Es simplemente un miembro del juego inteligente internacional». A pesar de las objeciones de John Cecil Masterman, Chaudoir fue incorporada al equipo del Sistema de Doble Cruce el 28 de octubre de 1942 con un nuevo nombre en clave, «Bronx», por el cóctel. Se le dio un trabajo de tapadera en la BBC.
El MI5 intervino el teléfono de Chaudoir para vigilar sus sentimientos proalemanes y su situación financiera. Bajo la dirección de su contacto en la Doble Cruz, Chaudoir plantó medias verdades, propaganda y citas inventadas de personas reales en sus cartas a Chauvel. Una de sus cartas afirmaba que los británicos habían hecho excelentes preparativos para defenderse de la guerra del gas y que habían almacenado grandes cantidades de armas químicas para las represalias, lo que Masterman creía que había contribuido a disuadir a los alemanes de utilizar gas venenoso contra Inglaterra. Las comunicaciones alemanas a Chaudoir indicaban que confiaban en su fiabilidad como agente, y su contacto en el MI5 la describió como «probablemente una de nuestras agentes más fiables».
En el marco de la operación Cockade, Chaudoir comunicó a los alemanes que la invasión de Francia estaba prevista para septiembre, mientras que otros agentes de la Doble Cruz enviaban a sus contactos informaciones erróneas similares para corroborarlo. Sin embargo, los alemanes no reaccionaron.
Como los alemanes estaban cada vez más ansiosos por obtener información inmediata sobre cualquier plan de invasión, Bleil dio instrucciones a Chaudoir para que enviara un mensaje a un banco de Lisboa indicando cuándo y dónde se produciría el ataque. El mensaje no podía hacer uso de la tinta invisible, por lo que las ubicaciones se asignaron a cantidades concretas de dinero. Chaudoir debía enviar un telegrama solicitando una cantidad específica al banco, que indicaría el lugar de la invasión, y utilizar una de varias frases planeadas para indicar el momento.
Al planear la invasión, los Aliados estaban preocupados por las fuerzas alemanas en la costa oeste de Francia, temiendo que se movilizaran para reforzar a los alemanes en Normandía. En apoyo de la Operación Overlord, Chaudoir recibió instrucciones de enviar un telegrama el 27 de mayo de 1944: «Envoyez vite cinquante livres. J'ai besoin pour mon dentiste» (Envíe rápidamente cincuenta libras, las necesito para mi dentista). El director del banco lo transmitió inmediatamente a la inteligencia alemana. En Berlín, el mensaje fue descifrado como «Tengo noticias definitivas de que se va a realizar un desembarco en el Golfo de Vizcaya en una semana». Una división entera de tanques estaba esperando en el Golfo de Vizcaya cuando los Aliados desembarcaron en Normandía. Masterman atribuyó al telegrama de Chaudoir el hecho de que la 11.ª División Panzer permaneciera en el suroeste de Francia para defenderse de un ataque que nunca llegó.
Cuando se produjo la invasión del Día D, Chaudoir envió un correo a Bleil explicándole por qué su advertencia había sido incorrecta, culpando de ello a su informante. Tras el desembarco inicial en Normandía, Chaudoir y otros agentes de la Doble Cruz pasaron información a sus contactos alemanes de que Normandía era sólo una distracción. La carta de Chaudoir decía: «Sólo parte de las fuerzas aliadas en las operaciones de Normandía, el grueso permanece aquí actualmente» e insinuaba una segunda invasión.
Hacia el final de la guerra, Chaudoir viajó a Madrid para reunirse con los servicios de inteligencia alemanes, pero fue incapaz de localizar a un solo espía alemán. Tras escribirles una carta mordaz, le pidieron que volviera a utilizar el método del telegrama al banco para comunicarles si se planeaba una invasión de Escandinavia o del norte de Alemania.
Cuando se declaró la paz, Chaudoir se retiró a Beaulieu-sur-Mer, donde regentó una tienda de regalos llamada l'Heure Bleu. Después de la guerra, Chaudoir residió en el sur de Francia hasta su muerte. En diciembre de 1995, el MI5 le envió un cheque de 5.000 libras en reconocimiento por sus servicios prestados durante la guerra. Murió en enero de 1996, a la edad de 85 años. Los archivos del MI5 sobre Elvira Chaudoir se hicieron públicos el 5 de septiembre de 2005.